# Saint Seiya: Gigantomachia
Cavaleiros do Zodíaco: Gigantomaquia (聖闘士星矢 GIGANTOMACHIA, Saint Seiya: Gigantomachia) é a primeira light novel (romance) que conta uma saga paralela da franquia de anime e mangá Saint Seiya (Os Cavaleiros do Zodíaco), de Masami Kurumada. Foi escrito por Tatsuya Hamazaki e aprovado por Kurumada como uma história oficial.
O romance conta a luta dos Cavaleiros de Athena contra os Gigas (Gigantes), aliados dos Titãs e liderados pelo deus Tifão, que comanda por meio do "Temor". Usando o seu Cosmo de deus, consegue também aumentar o poder dos Gigas, dando trabalho para os Cavaleiros de Bronze. Alguns cavaleiros novos aparecem na história, incluindo Mei, o jovem que deve selar esse mal. A história é divida em dois volumes: A História de Mei e A História de Sangue.

## Volumes
Gigantomachia teve dois volumes lançados entre agosto e dezembro de 2002. Nesta página, estão listados os volume e seus capítulos, com seus respectivos títulos originais (volumes com seus títulos originais abaixo do traduzido e capítulos com seus títulos originais na coluna secundária).

No Brasil, foi licenciado e publicado pela editora Conrad entre dezembro de 2004 e janeiro de 2005.
| - 1. Orestes - 2. Os Santos de Athena - 3. Sicília - 4. Ressurreição - 5. Intermissão | - 1. Orestes - 2. Athena's Saints - 3. Sicilia - 4. Resurrection - 5. Intermission |

| - 1. Équidna - 2. Coma - 3. Sangue - 4. Chronos - 5. Deus Ex-Machina - Posfácio | - 1. Echidona - 2. Coma - 3. Blood - 4. Chronos - 5. Deus ex machina - Afterword |

## Personagens

### Cavaleiros de Athena

#### Mei deCabeleira de Berenice
Kōma no Mei (髪の毛座の盟)
Mei é um dos vários órfãos enviados por Mitsumasa Kido para diversos lugares do mundo para se tornar um Cavaleiro de Athena. Após completar seu treinamento sob a tutela de Deathmask de Câncer na Sicília, Mei descobre que seu mestre havia morrido e que todos os órfãos enviados junto com ele são na verdade filhos de Kido com diferentes mulheres. Neste meio tempo, se inicia a Gigantomaquia e Mei finalmente recebe, de forma milagrosa, a Armadura de Cabeleira de Berenice, que é considerada sem hierarquia.
Ataques:
Lost Children - Crianças Perdidas
Zanchi - Fios da Morte

#### Nicol deAltar
Arutā no Nikoru (祭壇座のニコル)
Nicol exercia o cargo de Grande Mestre na ausência do legítimo Mestre. Ele administrava o Santuário de Athena, auxiliando a deusa em suas decisões e comandando os Cavaleiros. Quando a Gigantomaquia se inicia, Nicol aparece para lutar e revela a verdadeira função de Mei na guerra contra Tifão, mas acaba morto em combate.

#### Yulij deSextante
Sekusutansu no Yūri (六分儀座のユーリ)
Yulij, além de usuária da Armadura de Sextante, é a oficial auxiliar de Nicol e responsável por registrar nos livros históricos os acontecimentos que envolvem o Santuário de Athena. Amante da astrologia, costumava comentar sobre constelações com Mei, que acabou se apaixonando pela Amazona. Ela é sequestrada pelos Gigas em um ataque ao Santuário e morta por Pallas posteriormente.

### Antagonistas
- Ágrios, a Força Brutal

Ágrios é um Gigante de dois metros e meio, rude e ríspido. Enfrenta Seiya de Pégaso e acaba vencido. Após a luta contra Seiya, Ágrios some e retorna para doar o seu sangue para a ressurreição de Tífon, morrendo em sacrifício ao seu "deus". A pedra preciosa de sua adamas é o lápis-lazúli.
- Toas, o Relâmpago Célebre

Toas é, entre os Gigas, o que tem a aparência mais humana. Toas luta pelo prazer de lutar e costuma conversar com seu adversário durante o confronto, como uma forma de estudar os movimentos dele. Consegue levar vantagem sobre Shun de Andrômeda, mas acaba derrotado por Hyoga de Cisne. Após a luta contra Hyoga, Toas some e retorna para doar o seu sangue para a ressurreição de Tífon, morrendo em sacrifício ao seu "deus". A pedra preciosa de sua adamas é a malaquita.
- Pallas, o Parvo

O mais monstruoso dos Gigas. Pallas é corcunda e possui garras afiadas. Foi o último sobrevivente entre os irmãos de Tífon. Na Grécia, consegue eliminar Yulij em um ataque surpresa, porém acaba vencido por Mei. Acabou se matando ao pronunciar o nome de Tífon, algo proibido entre os Gigas (o chamado Temor de Tífon). A pedra preciosa de sua adamas é a ônix.
- Encélado, o Brado de Combate

Encélado é o sumo sacerdote dos Gigas. Foi ele quem organizou o ataque dos Gigantes e era ele quem canalizava a alma de Tífon no corpo de Mei. Chegou a enfrentar praticamente todos os Cavaleiros de Athena de uma só vez, mas foi contra Hyoga com quem ensaiou um verdadeiro combate. Após interromper a luta para celebrar o ritual de ressurreição de Tífon, doa sua alma e seu corpo em nome do "deus" dos Gigas. Utiliza uma máscara sombria e carrega sempre um cajado. Sua Adamas lembra as vestimentas de um grande mestre e tem como pedra preciosa o topázio.
- Ortos, o Cão Bicéfalo do Mal

Ortos é um dos Gigas que surge após a ressurreição de Tífon. Filho do deus dos Gigas, seu torso e abdômen são de proporções colossais. Ortos utiliza uma coleira de espinhos e a sua adamas parece ser feita de rocha maciça, com um formato incomum, lembrando um cão Mastiff. Lutou contra Hyoga e foi vencido. A pedra preciosa da sua adamas é a safira-estrela.
- Quimera, a Fera Pluriforme

Quimera é um dos Gigas que surge após a ressurreição de Tífon. Filho do deus dos Gigas, possui asas formadas por membranas esticadas sobre os ossos, como as dos morcegos. A espada em sua mão é uma serpente venenosa e o escudo na outra mão é uma cabra. No rosto, uma máscara que imita a cara de um Leão. Tudo isso faz com que Quimera pareça um fantasma de uma cavalaria medieval. Lutou contra Seiya e foi vencido. A pedra preciosa da sua adamas é a rubi-estrela.
- Ládon, o Dragão de Cem Cabeças

Ladon é um dos Gigas que surge após a ressurreição de Tífon. Filho do deus dos Gigas, a sua adamas se parece com nebulosas de estrelas multicores, que emitem um brilho de opala de cor das trevas. Antes de se apresentar, Ladon acaba matando Nikol. Lutou contra Shiryu de Dragão e, apesar de ter um Cosmo muito parecido com o do Cavaleiro de Bronze, foi vencido. A pedra preciosa da sua adamas é a opala.
- Tífon, o Deus dos Gigas

Tífon é o último gigante nascido do enlace da Terra com o Mundo dos Mortos. Possui olhos flamejantes e línguas negras. Acabou se apoderando do corpo de Mei, tornando-o sua marionete. Após a intervenção dos Cavaleiros, abandona o corpo de Mei e toma posse do corpo do Encélado, criando uma figura monstruosa, formada pelo fogo, vento e trovões. Após incorporar o Cosmo dos outros Gigas, no ritual chamado "Ressurreição de Tífon", acaba adotando a personalidade de todos eles. Quando finalmente toma posse do seu corpo verdadeiro, gerado por Equidina, acaba vencido e selado por Mei em um casulo formado pelos cabelos da Armadura de Cabeleira de Berenice. As pedras preciosas da sua adamas são a cornalina e a ônix.